# Подоморята
 Подоморята  — деревня в Нолинском районе Кировской области. Входит в состав Татауровского сельского поселения.

## География
Расположена на расстоянии примерно 31 км на северо-запад от райцентра города Нолинск.

## История
Известна с 1727 года как починок Пугинской на 22 двора, в 1764 году 37 жителей. В 1873 года в починке дворов 18 и жителей 109, в 1905 (уже деревня Пугинская или Пугарята) 25 и 164, в 1926 22 и 118, в 1950 (Пугорята) 21 и 77, в 1989 году 12 жителей. Настоящее название утвердилось с 1978 года.

## Население
Постоянное население составляло 7 человек (русские 100 %) в 2002 году, 2 в 2010.